# 布目蛤属
布目蛤属（学名：Protothaca）为帘蛤科的一个属。
本屬原為巴非蛤属之下其中一個亞屬。
2012年開始被視为Leukoma E.Römer, 1857的异名。

## 物种
本属包括以下物种：
- 江户布目蛤 Protothaca jedoensis Lischke, 1874